# Södra Roslags domsagas valkrets
Södra Roslags domsagas valkrets (i valen 1866-1869 kallad Färentuna, Sollentuna, Danderyds, Åkers och Värmdö domsagas valkrets) var mellan 1866 och 1905 en av valkretsarna vid val till andra kammaren i den svenska riksdagen. Valkretsen omfattade Färentuna och Sollentuna härader samt Danderyds, Åkers och Värmdö skeppslag. Vid valet 1908 delades valkretsen upp i Färentuna och Sollentuna häraders valkrets och Danderyds, Åkers och Värmdö skeppslags valkrets.

## Riksdagsmän
- Julius Wener (1867-1869)
- Gustaf Åkerhielm (1870-1875)
- Erik Gustaf Boström (1876-1893), c 1876-1882, nya c 1883-1887, nya lmp 1888-1891, partilös 1892-1893
- Gustaf Åkerhielm (1894-18 april 1895), lmp 1895
- Gustaf Berndes (1896-1902), lmp
- Ernst Beckman (1903-1908), lib s

## Valresultat

### 1872
| Andrakammarvalet i Sverige 1872: Södra Roslags domsagas valkrets | Andrakammarvalet i Sverige 1872: Södra Roslags domsagas valkrets | Andrakammarvalet i Sverige 1872: Södra Roslags domsagas valkrets | Andrakammarvalet i Sverige 1872: Södra Roslags domsagas valkrets | Andrakammarvalet i Sverige 1872: Södra Roslags domsagas valkrets |
| Kandidat                                                         | Kandidat                                                         | Röster                                                           | Röster                                                           | Röster                                                           |
| Kandidat                                                         | Kandidat                                                         | Antal                                                            | %                                                                | +− %                                                             |
| ---------------------------------------------------------------- | ---------------------------------------------------------------- | ---------------------------------------------------------------- | ---------------------------------------------------------------- | ---------------------------------------------------------------- |
|                                                                  | Gustaf Åkerhielm                                                 | 13                                                               | 38,2                                                             |                                                                  |
|                                                                  | Närmaste kandidat                                                | 9                                                                | 26,5                                                             |                                                                  |
|                                                                  | Övriga kandidater                                                | 12                                                               | 35,3                                                             | —                                                                |
| Antal giltiga röster                                             | Antal giltiga röster                                             | 34                                                               |                                                                  |                                                                  |
| Kasserade röster                                                 | Kasserade röster                                                 | 0                                                                |                                                                  |                                                                  |
| Totalt                                                           | Totalt                                                           | 34                                                               |                                                                  |                                                                  |

Valsättet var medelbart. Röstberättigade valde elektorer som i sin tur valde kandidat. 36 elektorer valdes, varav 34 deltog.
Valkretsen hade 27 361 invånare den 31 december 1871, varav 1 053 eller 3,8% var valberättigade. 
156 personer deltog i valet av elektorer, ett valdeltagande på 14,8%. 

### 1875
| Andrakammarvalet i Sverige 1875: Södra Roslags domsagas valkrets | Andrakammarvalet i Sverige 1875: Södra Roslags domsagas valkrets | Andrakammarvalet i Sverige 1875: Södra Roslags domsagas valkrets | Andrakammarvalet i Sverige 1875: Södra Roslags domsagas valkrets | Andrakammarvalet i Sverige 1875: Södra Roslags domsagas valkrets |
| Kandidat                                                         | Kandidat                                                         | Röster                                                           | Röster                                                           | Röster                                                           |
| Kandidat                                                         | Kandidat                                                         | Antal                                                            | %                                                                | +− %                                                             |
| ---------------------------------------------------------------- | ---------------------------------------------------------------- | ---------------------------------------------------------------- | ---------------------------------------------------------------- | ---------------------------------------------------------------- |
|                                                                  | Erik Gustaf Boström                                              | 18                                                               | 46,1                                                             |                                                                  |
|                                                                  | Närmaste kandidat                                                | 15                                                               | 38,5                                                             |                                                                  |
|                                                                  | Övriga kandidater                                                | 6                                                                | 15,4                                                             | —                                                                |
| Antal giltiga röster                                             | Antal giltiga röster                                             | 39                                                               |                                                                  |                                                                  |
| Kasserade röster                                                 | Kasserade röster                                                 | 0                                                                |                                                                  |                                                                  |
| Totalt                                                           | Totalt                                                           | 39                                                               |                                                                  |                                                                  |

Valsättet var medelbart. Röstberättigade valde elektorer som i sin tur valde kandidat. 39 elektorer valdes.
Valkretsen hade 27 914 invånare den 31 december 1874, varav 1 087 eller 3,9% var valberättigade. 
151 personer deltog i valet av elektorer, ett valdeltagande på 13,9%. 

### 1878
| Andrakammarvalet i Sverige 1878: Södra Roslags domsagas valkrets | Andrakammarvalet i Sverige 1878: Södra Roslags domsagas valkrets | Andrakammarvalet i Sverige 1878: Södra Roslags domsagas valkrets | Andrakammarvalet i Sverige 1878: Södra Roslags domsagas valkrets | Andrakammarvalet i Sverige 1878: Södra Roslags domsagas valkrets |
| Kandidat                                                         | Kandidat                                                         | Röster                                                           | Röster                                                           | Röster                                                           |
| Kandidat                                                         | Kandidat                                                         | Antal                                                            | %                                                                | +− %                                                             |
| ---------------------------------------------------------------- | ---------------------------------------------------------------- | ---------------------------------------------------------------- | ---------------------------------------------------------------- | ---------------------------------------------------------------- |
|                                                                  | Erik Gustaf Boström                                              | 22                                                               | 55,0                                                             | ▲8,9%                                                            |
|                                                                  | Närmaste kandidat                                                | 17                                                               | 42,5                                                             |                                                                  |
|                                                                  | Övriga kandidater                                                | 1                                                                | 2,5                                                              | —                                                                |
| Antal giltiga röster                                             | Antal giltiga röster                                             | 40                                                               |                                                                  |                                                                  |
| Kasserade röster                                                 | Kasserade röster                                                 | 0                                                                |                                                                  |                                                                  |
| Totalt                                                           | Totalt                                                           | 40                                                               |                                                                  |                                                                  |

Valsättet var medelbart. Röstberättigade valde elektorer som i sin tur valde kandidat. 40 elektorer valdes.
Valkretsen hade 29 915 invånare den 31 december 1877, varav 1 353 eller 4,5% var valberättigade. 
122 personer deltog i valet av elektorer, ett valdeltagande på 9,0%. 

### 1881
| Andrakammarvalet i Sverige 1881: Södra Roslags domsagas valkrets | Andrakammarvalet i Sverige 1881: Södra Roslags domsagas valkrets | Andrakammarvalet i Sverige 1881: Södra Roslags domsagas valkrets | Andrakammarvalet i Sverige 1881: Södra Roslags domsagas valkrets | Andrakammarvalet i Sverige 1881: Södra Roslags domsagas valkrets |
| Kandidat                                                         | Kandidat                                                         | Röster                                                           | Röster                                                           | Röster                                                           |
| Kandidat                                                         | Kandidat                                                         | Antal                                                            | %                                                                | +− %                                                             |
| ---------------------------------------------------------------- | ---------------------------------------------------------------- | ---------------------------------------------------------------- | ---------------------------------------------------------------- | ---------------------------------------------------------------- |
|                                                                  | Erik Gustaf Boström                                              | 27                                                               | 67,5                                                             | ▲12,5%                                                           |
|                                                                  | Närmaste kandidat                                                | 9                                                                | 22,5                                                             |                                                                  |
|                                                                  | Övriga kandidater                                                | 4                                                                | 10,0                                                             | —                                                                |
| Antal giltiga röster                                             | Antal giltiga röster                                             | 40                                                               |                                                                  |                                                                  |
| Kasserade röster                                                 | Kasserade röster                                                 | 0                                                                |                                                                  |                                                                  |
| Totalt                                                           | Totalt                                                           | 40                                                               |                                                                  |                                                                  |

Valsättet var medelbart. Röstberättigade valde elektorer som i sin tur valde kandidat. 40 elektorer valdes.
Valkretsen hade 32 333 invånare den 31 december 1880, varav 1 344 eller 4,2% var valberättigade. 
136 personer deltog i valet av elektorer, ett valdeltagande på 10,1%. 

### 1884
| Andrakammarvalet i Sverige 1884: Södra Roslags domsagas valkrets | Andrakammarvalet i Sverige 1884: Södra Roslags domsagas valkrets | Andrakammarvalet i Sverige 1884: Södra Roslags domsagas valkrets | Andrakammarvalet i Sverige 1884: Södra Roslags domsagas valkrets | Andrakammarvalet i Sverige 1884: Södra Roslags domsagas valkrets |
| Kandidat                                                         | Kandidat                                                         | Röster                                                           | Röster                                                           | Röster                                                           |
| Kandidat                                                         | Kandidat                                                         | Antal                                                            | %                                                                | +− %                                                             |
| ---------------------------------------------------------------- | ---------------------------------------------------------------- | ---------------------------------------------------------------- | ---------------------------------------------------------------- | ---------------------------------------------------------------- |
|                                                                  | Erik Gustaf Boström                                              | 38                                                               | 92,7                                                             | ▲25,2%                                                           |
|                                                                  | Närmaste kandidat                                                | 2                                                                | 4,9                                                              |                                                                  |
|                                                                  | Övriga kandidater                                                | 1                                                                | 2,4                                                              | —                                                                |
| Antal giltiga röster                                             | Antal giltiga röster                                             | 41                                                               |                                                                  |                                                                  |
| Kasserade röster                                                 | Kasserade röster                                                 | 0                                                                |                                                                  |                                                                  |
| Totalt                                                           | Totalt                                                           | 41                                                               |                                                                  |                                                                  |

Valsättet var medelbart. Röstberättigade valde elektorer som i sin tur valde kandidat. 42 elektorer valdes, varav 41 deltog i valet.
Valkretsen hade 32 778 invånare den 31 december 1883, varav 1 491 eller 4,5% var valberättigade. 
194 personer deltog i valet av elektorer, ett valdeltagande på 13,0%. 

### 1887 I
| Andrakammarvalet i Sverige 1887 I: Södra Roslags domsagas valkrets | Andrakammarvalet i Sverige 1887 I: Södra Roslags domsagas valkrets | Andrakammarvalet i Sverige 1887 I: Södra Roslags domsagas valkrets | Andrakammarvalet i Sverige 1887 I: Södra Roslags domsagas valkrets | Andrakammarvalet i Sverige 1887 I: Södra Roslags domsagas valkrets |
| Kandidat                                                           | Kandidat                                                           | Röster                                                             | Röster                                                             | Röster                                                             |
| Kandidat                                                           | Kandidat                                                           | Antal                                                              | %                                                                  | +− %                                                               |
| ------------------------------------------------------------------ | ------------------------------------------------------------------ | ------------------------------------------------------------------ | ------------------------------------------------------------------ | ------------------------------------------------------------------ |
|                                                                    | Erik Gustaf Boström (protektionist)                                | 30                                                                 | 68,2                                                               | ▼24,5%                                                             |
|                                                                    | Axel Lindberg på Runsa (frihandlare)                               | 14                                                                 | 31,8                                                               |                                                                    |
| Antal giltiga röster                                               | Antal giltiga röster                                               | 44                                                                 |                                                                    |                                                                    |
| Kasserade röster                                                   | Kasserade röster                                                   | 0                                                                  |                                                                    |                                                                    |
| Totalt                                                             | Totalt                                                             | 44                                                                 |                                                                    |                                                                    |

- Valet ägde rum den 21 april 1887.
- Valsättet var medelbart. Röstberättigade valde elektorer som i sin tur valde kandidat. 44 elektorer valdes.
- Valkretsen hade 33 338 invånare den 31 december 1885, varav 1 409 eller 4,2% var valberättigade.
- 601 personer deltog i valet av elektorer, ett valdeltagande på 42,7%. [6]

### 1887 II
| Andrakammarvalet i Sverige 1887 II: Södra Roslags domsagas valkrets | Andrakammarvalet i Sverige 1887 II: Södra Roslags domsagas valkrets | Andrakammarvalet i Sverige 1887 II: Södra Roslags domsagas valkrets | Andrakammarvalet i Sverige 1887 II: Södra Roslags domsagas valkrets | Andrakammarvalet i Sverige 1887 II: Södra Roslags domsagas valkrets |
| Kandidat                                                            | Kandidat                                                            | Röster                                                              | Röster                                                              | Röster                                                              |
| Kandidat                                                            | Kandidat                                                            | Antal                                                               | %                                                                   | +− %                                                                |
| ------------------------------------------------------------------- | ------------------------------------------------------------------- | ------------------------------------------------------------------- | ------------------------------------------------------------------- | ------------------------------------------------------------------- |
|                                                                     | Erik Gustaf Boström                                                 | 30                                                                  | 73,2                                                                | ▲5,0%                                                               |
|                                                                     | Axel Lindberg på Runsa (frihandlare)                                | 11                                                                  | 26,8                                                                | ▼5,0%                                                               |
| Antal giltiga röster                                                | Antal giltiga röster                                                | 41                                                                  |                                                                     |                                                                     |
| Kasserade röster                                                    | Kasserade röster                                                    | 5                                                                   |                                                                     |                                                                     |
| Totalt                                                              | Totalt                                                              | 46                                                                  |                                                                     |                                                                     |

- Valet ägde rum den 3 september 1887.
- Valsättet var medelbart. Röstberättigade valde elektorer som i sin tur valde kandidat. 46 elektorer valdes.
- Valkretsen hade 34 102 invånare den 31 december 1886, varav 1 379 eller 4,0% var valberättigade.
- 376 personer deltog i valet av elektorer, ett valdeltagande på 27,3%. [7]

### 1890
| Andrakammarvalet i Sverige 1890: Södra Roslags domsagas valkrets | Andrakammarvalet i Sverige 1890: Södra Roslags domsagas valkrets | Andrakammarvalet i Sverige 1890: Södra Roslags domsagas valkrets | Andrakammarvalet i Sverige 1890: Södra Roslags domsagas valkrets | Andrakammarvalet i Sverige 1890: Södra Roslags domsagas valkrets |
| Kandidat                                                         | Kandidat                                                         | Röster                                                           | Röster                                                           | Röster                                                           |
| Kandidat                                                         | Kandidat                                                         | Antal                                                            | %                                                                | +− %                                                             |
| ---------------------------------------------------------------- | ---------------------------------------------------------------- | ---------------------------------------------------------------- | ---------------------------------------------------------------- | ---------------------------------------------------------------- |
|                                                                  | Erik Gustaf Boström (protektionist)                              | 41                                                               | 83,7                                                             | ▲10,5%                                                           |
|                                                                  | Anders Cederström (frihandlare)                                  | 7                                                                | 14,3                                                             |                                                                  |
|                                                                  | Johan August Sandin                                              | 1                                                                | 2,0                                                              |                                                                  |
| Antal giltiga röster                                             | Antal giltiga röster                                             | 49                                                               |                                                                  |                                                                  |
| Kasserade röster                                                 | Kasserade röster                                                 | 0                                                                |                                                                  |                                                                  |
| Totalt                                                           | Totalt                                                           | 49                                                               |                                                                  |                                                                  |

- Valet ägde rum den 30 augusti 1890.
- Valsättet var medelbart. Röstberättigade valde elektorer som i sin tur valde kandidat. 49 elektorer valdes.
- Valkretsen hade 34 578 invånare den 31 december 1889, varav 1 481 eller 4,3% var valberättigade.
- 349 personer deltog i valet av elektorer, ett valdeltagande på 23,6%. [8]

### 1893
| Andrakammarvalet i Sverige 1893: Södra Roslags domsagas valkrets | Andrakammarvalet i Sverige 1893: Södra Roslags domsagas valkrets | Andrakammarvalet i Sverige 1893: Södra Roslags domsagas valkrets | Andrakammarvalet i Sverige 1893: Södra Roslags domsagas valkrets | Andrakammarvalet i Sverige 1893: Södra Roslags domsagas valkrets |
| Kandidat                                                         | Kandidat                                                         | Röster                                                           | Röster                                                           | Röster                                                           |
| Kandidat                                                         | Kandidat                                                         | Antal                                                            | %                                                                | +− %                                                             |
| ---------------------------------------------------------------- | ---------------------------------------------------------------- | ---------------------------------------------------------------- | ---------------------------------------------------------------- | ---------------------------------------------------------------- |
|                                                                  | Gustaf Åkerhielm (protektionist)                                 | 37                                                               | 74,0                                                             |                                                                  |
|                                                                  | Anders Cederström (frihandlare)                                  | 12                                                               | 24,0                                                             | ▲9,7%                                                            |
|                                                                  | Julius Wener                                                     | 1                                                                | 2,0                                                              |                                                                  |
| Antal giltiga röster                                             | Antal giltiga röster                                             | 50                                                               |                                                                  |                                                                  |
| Kasserade röster                                                 | Kasserade röster                                                 | 0                                                                |                                                                  |                                                                  |
| Totalt                                                           | Totalt                                                           | 50                                                               |                                                                  |                                                                  |

- Valet ägde rum den 2 september 1893.
- Valsättet var medelbart. Röstberättigade valde elektorer som i sin tur valde kandidat. 50 elektorer valdes.
- Valkretsen hade 35 330 invånare den 31 december 1892, varav 1 698 eller 4,8% var valberättigade.
- 444 personer deltog i valet av elektorer, ett valdeltagande på 26,1%. [9]

### 1895
| Fyllnadsval till Andra kammaren 1895: Södra Roslags domsagas valkrets | Fyllnadsval till Andra kammaren 1895: Södra Roslags domsagas valkrets | Fyllnadsval till Andra kammaren 1895: Södra Roslags domsagas valkrets | Fyllnadsval till Andra kammaren 1895: Södra Roslags domsagas valkrets | Fyllnadsval till Andra kammaren 1895: Södra Roslags domsagas valkrets |
| Kandidat                                                              | Kandidat                                                              | Röster                                                                | Röster                                                                | Röster                                                                |
| Kandidat                                                              | Kandidat                                                              | Antal                                                                 | %                                                                     | +− %                                                                  |
| --------------------------------------------------------------------- | --------------------------------------------------------------------- | --------------------------------------------------------------------- | --------------------------------------------------------------------- | --------------------------------------------------------------------- |
|                                                                       | Gustaf Berndes                                                        | 33                                                                    | 66,0                                                                  |                                                                       |
|                                                                       | Ernst Beckman (frihandlare)                                           | 12                                                                    | 24,0                                                                  |                                                                       |
|                                                                       | Övriga kandidater                                                     | 5                                                                     | 10,0                                                                  | —                                                                     |
| Antal giltiga röster                                                  | Antal giltiga röster                                                  | 50                                                                    |                                                                       |                                                                       |
| Kasserade röster                                                      | Kasserade röster                                                      | 0                                                                     |                                                                       |                                                                       |
| Totalt                                                                | Totalt                                                                | 50                                                                    |                                                                       |                                                                       |

- Valet ägde rum den 15 juni 1895.
- Valsättet var medelbart. Röstberättigade valde elektorer som i sin tur valde kandidat. 50 elektorer valdes.
- Av 1 614 valberättigade deltog 330 i valet av elektorer, ett valdeltagande 20,4%. [10]

### 1896
| Andrakammarvalet i Sverige 1896: Södra Roslags domsagas valkrets | Andrakammarvalet i Sverige 1896: Södra Roslags domsagas valkrets | Andrakammarvalet i Sverige 1896: Södra Roslags domsagas valkrets | Andrakammarvalet i Sverige 1896: Södra Roslags domsagas valkrets | Andrakammarvalet i Sverige 1896: Södra Roslags domsagas valkrets |
| Kandidat                                                         | Kandidat                                                         | Röster                                                           | Röster                                                           | Röster                                                           |
| Kandidat                                                         | Kandidat                                                         | Antal                                                            | %                                                                | +− %                                                             |
| ---------------------------------------------------------------- | ---------------------------------------------------------------- | ---------------------------------------------------------------- | ---------------------------------------------------------------- | ---------------------------------------------------------------- |
|                                                                  | Gustaf Berndes (L, protektionist)                                | 29                                                               | 55,8                                                             | ▼10,2%                                                           |
|                                                                  | Herman Sandeberg (protektionist)                                 | 13                                                               | 25,0                                                             |                                                                  |
|                                                                  | Ernst Beckman (frihandlare)                                      | 10                                                               | 19,2                                                             | ▼4,8%                                                            |
| Antal giltiga röster                                             | Antal giltiga röster                                             | 52                                                               |                                                                  |                                                                  |
| Kasserade röster                                                 | Kasserade röster                                                 | 0                                                                |                                                                  |                                                                  |
| Totalt                                                           | Totalt                                                           | 52                                                               |                                                                  |                                                                  |

- Valet ägde rum den 31 augusti 1896.
- Valsättet var medelbart. Röstberättigade valde elektorer som i sin tur valde kandidat. 53 elektorer valdes, varav 52 deltog i valet.
- Valkretsen hade 36 424 invånare den 31 december 1895, varav 1 751 eller 4,8% var valberättigade.
- 297 personer deltog i valet av elektorer, ett valdeltagande på 17,0%. [11]

### 1899
| Andrakammarvalet i Sverige 1899: Södra Roslags domsagas valkrets | Andrakammarvalet i Sverige 1899: Södra Roslags domsagas valkrets | Andrakammarvalet i Sverige 1899: Södra Roslags domsagas valkrets | Andrakammarvalet i Sverige 1899: Södra Roslags domsagas valkrets | Andrakammarvalet i Sverige 1899: Södra Roslags domsagas valkrets |
| Kandidat                                                         | Kandidat                                                         | Röster                                                           | Röster                                                           | Röster                                                           |
| Kandidat                                                         | Kandidat                                                         | Antal                                                            | %                                                                | +− %                                                             |
| ---------------------------------------------------------------- | ---------------------------------------------------------------- | ---------------------------------------------------------------- | ---------------------------------------------------------------- | ---------------------------------------------------------------- |
|                                                                  | Gustaf Berndes                                                   | 40                                                               | 76,9                                                             | ▲21,1%                                                           |
|                                                                  | Karl Konstans Vesterström                                        | 7                                                                | 13,5                                                             |                                                                  |
|                                                                  | Ernst Beckman (liberal)                                          | 5                                                                | 9,6                                                              | ▼9,6%                                                            |
| Antal giltiga röster                                             | Antal giltiga röster                                             | 52                                                               |                                                                  |                                                                  |
| Kasserade röster                                                 | Kasserade röster                                                 | 0                                                                |                                                                  |                                                                  |
| Totalt                                                           | Totalt                                                           | 52                                                               |                                                                  |                                                                  |

- Valet ägde rum den 2 september 1899.
- Valsättet var medelbart. Röstberättigade valde elektorer som i sin tur valde kandidat. 54 elektorer valdes, varav 52 deltog i valet.
- Valkretsen hade 39 170 invånare den 31 december 1898, varav 2 020 eller 5,2% var valberättigade.
- 308 personer deltog i valet av elektorer, ett valdeltagande på 15,2%. [12]

### 1902
| Andrakammarvalet i Sverige 1902: Södra Roslags domsagas valkrets | Andrakammarvalet i Sverige 1902: Södra Roslags domsagas valkrets | Andrakammarvalet i Sverige 1902: Södra Roslags domsagas valkrets | Andrakammarvalet i Sverige 1902: Södra Roslags domsagas valkrets | Andrakammarvalet i Sverige 1902: Södra Roslags domsagas valkrets |
| Kandidat                                                         | Kandidat                                                         | Röster                                                           | Röster                                                           | Röster                                                           |
| Kandidat                                                         | Kandidat                                                         | Antal                                                            | %                                                                | +− %                                                             |
| ---------------------------------------------------------------- | ---------------------------------------------------------------- | ---------------------------------------------------------------- | ---------------------------------------------------------------- | ---------------------------------------------------------------- |
|                                                                  | Ernst Beckman                                                    | 870                                                              | 57,3                                                             | ▲47,7%                                                           |
|                                                                  | Henrik Blumenberg (konservativ)                                  | 649                                                              | 42,7                                                             |                                                                  |
| Antal giltiga röster                                             | Antal giltiga röster                                             | 1 519                                                            |                                                                  |                                                                  |
| Kasserade röster                                                 | Kasserade röster                                                 | 6                                                                |                                                                  |                                                                  |
| Totalt                                                           | Totalt                                                           | 1 525                                                            |                                                                  |                                                                  |

- Valet ägde rum den 7 september 1902.
- Valsättet var omedelbart.
- Valkretsen hade 45 842 invånare den 31 december 1901, varav 2 668 eller 5,8% var valberättigade.
- 1 525 personer deltog i valet, ett valdeltagande på 57,2%. [13]

### 1905
| Andrakammarvalet i Sverige 1905: Södra Roslags domsagas valkrets | Andrakammarvalet i Sverige 1905: Södra Roslags domsagas valkrets | Andrakammarvalet i Sverige 1905: Södra Roslags domsagas valkrets | Andrakammarvalet i Sverige 1905: Södra Roslags domsagas valkrets | Andrakammarvalet i Sverige 1905: Södra Roslags domsagas valkrets |
| Kandidat                                                         | Kandidat                                                         | Röster                                                           | Röster                                                           | Röster                                                           |
| Kandidat                                                         | Kandidat                                                         | Antal                                                            | %                                                                | +− %                                                             |
| ---------------------------------------------------------------- | ---------------------------------------------------------------- | ---------------------------------------------------------------- | ---------------------------------------------------------------- | ---------------------------------------------------------------- |
|                                                                  | Ernst Beckman                                                    | 1 271                                                            | 59,1                                                             | ▲1,8%                                                            |
|                                                                  | Emil Vasseur (höger)                                             | 880                                                              | 40,9                                                             |                                                                  |
| Antal giltiga röster                                             | Antal giltiga röster                                             | 2 151                                                            |                                                                  |                                                                  |
| Kasserade röster                                                 | Kasserade röster                                                 | 4                                                                |                                                                  |                                                                  |
| Totalt                                                           | Totalt                                                           | 2 155                                                            |                                                                  |                                                                  |

- Valet ägde rum den 10 september 1905.
- Valsättet var omedelbart.
- Valkretsen hade 52 640 invånare den 31 december 1904, varav 3 975 eller 7,6% var valberättigade.
- 2 155 personer deltog i valet, ett valdeltagande på 54,2%. [14]